# 282-я истребительная авиационная дивизия
282-я истреби́тельная авиацио́нная Гомельская Краснознамённая ордена Суворова диви́зия (282-я иад) — соединение Военно-Воздушных сил (ВВС) Вооружённых Сил РККА, принимавшее участие в боевых действиях Великой Отечественной войны и в Войне в Корее.

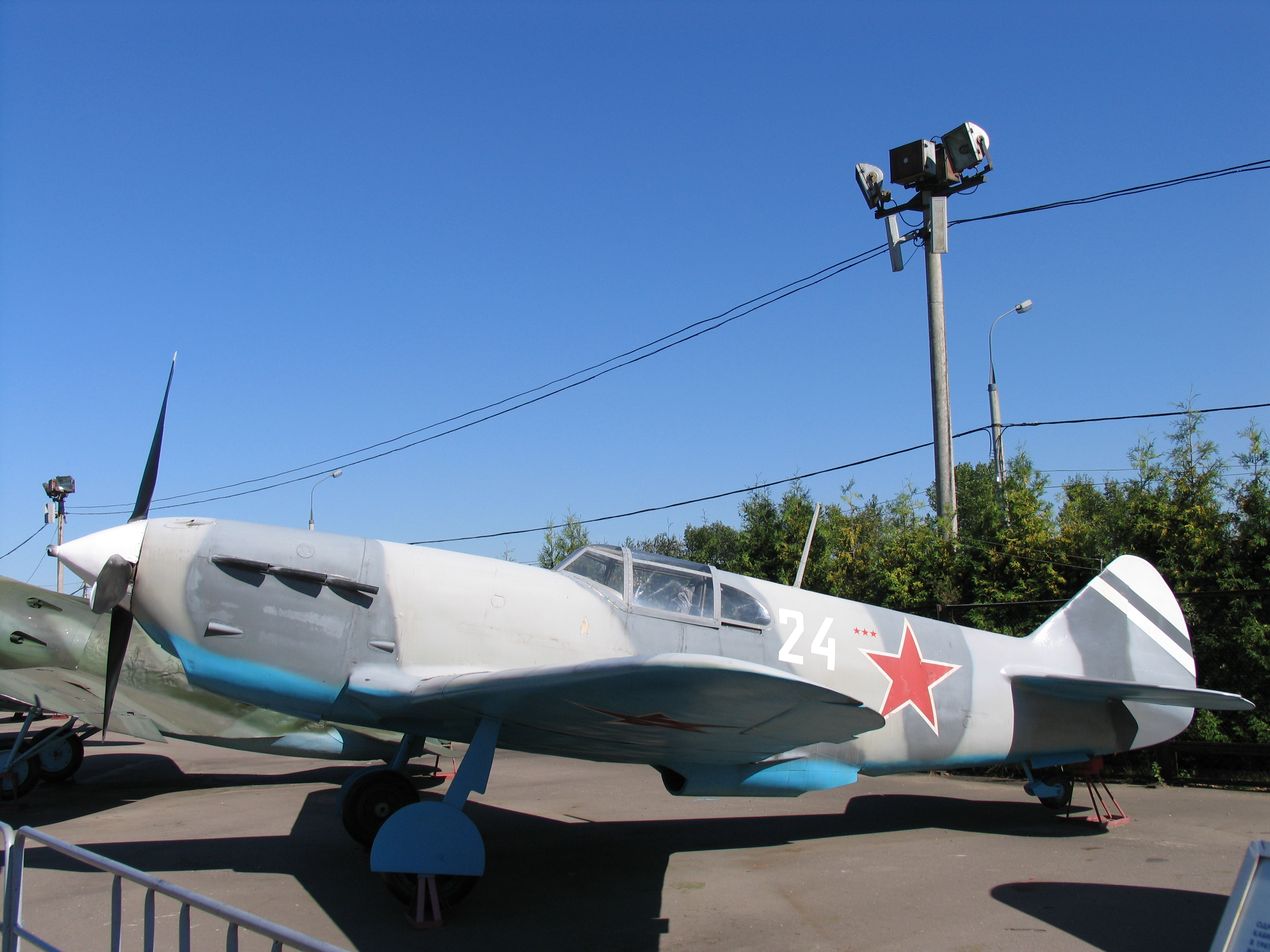
ЛаГГ-3

## Наименования дивизии
- 282-я истребительная авиационная дивизия
- 282-я истребительная авиационная Гомельская дивизия
- 282-я истребительная авиационная Гомельская Краснознамённая дивизия
- 282-я истребительная авиационная Гомельская Краснознамённая ордена Суворова дивизия
- 216-я истребительная авиационная Гомельская Краснознамённая ордена Суворова дивизия
- 216-я истребительная авиационная Гомельская Краснознамённая ордена Суворова дивизия ПВО
- 23-я Гомельская Краснознамённая ордена Суворова дивизия ПВО
- Полевая почта 19055

## Создание дивизии
282-я истребительная авиационная дивизия сформирована к 6 июля 1942 года на основании Приказа НКО СССР на базе 1-й резервной авиационной бригады.

## Переформирование дивизии
- 282-я Гомельская Краснознамённая ордена Суворова II степени истребительная авиационная дивизия на основании Директивы Генерального штаба[2] переименована в 216-ю Гомельскую Краснознамённую ордена Суворова II степени истребительную авиационную дивизию
- 216-я Гомельская Краснознамённая ордена Суворова II степени истребительная авиационная дивизия в апреле 1960 года переформирована в 23-ю Гомельскую Краснознамённую ордена Суворова II степени дивизию ПВО

## В действующей армии
В составе действующей армии:
- с 22 октября 1942 года по 16 марта 1943 года
- с 3 июня 1943 года по 9 мая 1945 года

Война в Корее в период:
- с 05 июля 1952 года по 27 июля 1953 года

## Командир дивизии
| Звание                  | Имя                      | Период                  | Примечание |
| ----------------------- | ------------------------ | ----------------------- | ---------- |
| Подполковник, Полковник | Рязанов Андрей Матвеевич | 06.07.1942 — 16.07.1943 |            |
| Подполковник, Полковник | Беркаль Юрий Михайлович  | 19.09.1942 — 01.04.1952 |            |
| Полковник               | Ерёмин Алексей Устинович | 01.04.1952 — 1955       |            |

## В составе объединений
| Дата          | Фронт (округ)                                   | Армия                                     | Корпус                                 | Примечания     |
| ------------- | ----------------------------------------------- | ----------------------------------------- | -------------------------------------- | -------------- |
| 06.07.1942 г. | Резерв Верховного Главнокомандования            | 2-я истребительная авиационная армия      | -                                      | -              |
| 10.09.1942 г. | Резерв Верховного Главнокомандования            | -                                         | 1-й истребительный авиационный корпус  | -              |
| 22.10.1942 г. | Калининский фронт                               | 3-я воздушная армия                       | 2-й истребительный авиационный корпус  | -              |
| 07.11.1942 г. | Юго-Западный фронт                              | ВВС Юго-Западного фронта                  |                                        | -              |
| 16.11.1942 г. | Юго-Западный фронт                              | 17-я воздушная армия                      |                                        | -              |
| 16.03.1943 г. | Резерв Верховного Главнокомандования            | -                                         |                                        |                |
| 01.04.1943 г. | Резерв Верховного Главнокомандования            | -                                         | 6-й смешанный авиационный корпус       |                |
| 03.06.1943 г. | Центральный фронт                               | 16-я воздушная армия                      | 6-й смешанный авиационный корпус       |                |
| 20.10.1943 г. | Белорусский фронт                               | 16-я воздушная армия                      | 6-й смешанный авиационный корпус       |                |
| 24.02.1944 г. | 1-й Белорусский фронт                           | 16-я воздушная армия                      | 6-й смешанный авиационный корпус       |                |
| 05.04.1944 г. | Белорусский фронт                               | 16-я воздушная армия                      | 6-й смешанный авиационный корпус       |                |
| 16.04.1944 г. | 1-й Белорусский фронт                           | 16-я воздушная армия                      | 6-й смешанный авиационный корпус       |                |
| 03.07.1944 г. | 1-й Белорусский фронт                           | 6-я воздушная армия                       | 6-й смешанный авиационный корпус       |                |
| 01.08.1944 г. | 1-й Белорусский фронт                           | 16-я воздушная армия                      |                                        |                |
| 09.05.1945 г. | 1-й Белорусский фронт                           | 16-я воздушная армия                      |                                        |                |
| 29.05.1945 г. | 1-й Белорусский фронт                           | 16-я воздушная армия                      | 13-й истребительный авиационный корпус |                |
| 10.06.1945 г. | Группа советских оккупационных войск в Германии | 16-я воздушная армия                      | 13-й истребительный авиационный корпус |                |
| 20.12.1945 г. | Группа советских оккупационных войск в Германии | 16-я воздушная армия                      | 13-й истребительный авиационный корпус |                |
| 01.01.1946 г. | Киевский военный округ                          | ВВС Киевского военного округа             |                                        |                |
| 01.05.1947 г. | Киевский военный округ                          | 17-я воздушная армия                      |                                        |                |
| 20.02.1949 г. | Киевский военный округ                          | 69-я воздушная армия                      |                                        |                |
| 01.07.1949 г. | Бакинский округ ПВО                             | 42-я истребительная авиационная армия ПВО | Бакинский район ПВО                    |                |
| 05.07.1952 г. | Группа советских войск в Корее                  | ВВС группы                                | 64-й истребительный авиационный корпус |                |
| 27.07.1953 г. | ПВО страны                                      | Архангельский округ ПВО                   | Беломорский корпус ПВО                 |                |
| 30.01.1957 г. | ПВО страны                                      | Архангельский округ ПВО                   | Полярный корпус ПВО                    |                |
| 01.07.1960 г. | ПВО страны                                      | Архангельский округ ПВО                   | Полярный корпус ПВО                    | расформирована |

## Части и отдельные подразделения дивизии
За весь период своего существования боевой состав дивизии претерпевал изменения, в различное время в её состав входили полки:
| Период                        | Части                                 | Примечание |
| ----------------------------- | ------------------------------------- | --- |
| 01.07.1942 г. — 12.07.1942 г. | 156-й истребительный авиационный полк | передан в состав 235-й истребительной авиадивизии                                                                            |
| 08.10.1942 г. — 20.02.1949 г. | 127-й истребительный авиационный полк | переименован в 676-й иап |
| 20.02.1949 г. — 09.08.1953 г. | 676-й истребительный авиационный полк | передан в 28-ю иад ПВО |
| 08.10.1942 г. — 20.02.1949 г. | 517-й истребительный авиационный полк | переименован в 878-й иап |
| 20.02.1949 г. — 01.07.1960 г. | 878-й истребительный авиационный полк | расформирован |
| 13.10.1942 г. — 10.04.1947 г. | 774-й истребительный авиационный полк | с 14.07.1943 по 15.08.1943 г. передавался на усиление в состав 234-й иад, расформирован                                      |
| 18.08.1944 г. — 21.09.1944 г. | 248-й истребительный авиационный полк | |
| 20.12.1945 г. — 01.04.1960 г. | 518-й истребительный авиационный полк | передан в 23-ю дивизию ПВО                                                                                                   |
| 21.02.1953 г. — 27.07.1953 г. | 781-й истребительный авиационный полк | в оперативном подчинении, прибыл из состава 165-й иад ВВС ТОФ, по окончании командировки вернулся в состав 165-й иад ВВС ТОФ |

Во время Войны в Корее дивизия принимала участие в следующем составе:
| Период                        | Части                                 |
| ----------------------------- | ------------------------------------- |
| 05.07.1952 г. — 27.07.1953 г. | 518-й истребительный авиационный полк |
| 05.07.1952 г. — 27.07.1953 г. | 676-й истребительный авиационный полк |
| 05.07.1952 г. — 27.07.1953 г. | 878-й истребительный авиационный полк |
| 21.02.1953 г. — 27.07.1953 г. | 781-й истребительный авиационный полк |

## Участие в операциях и битвах

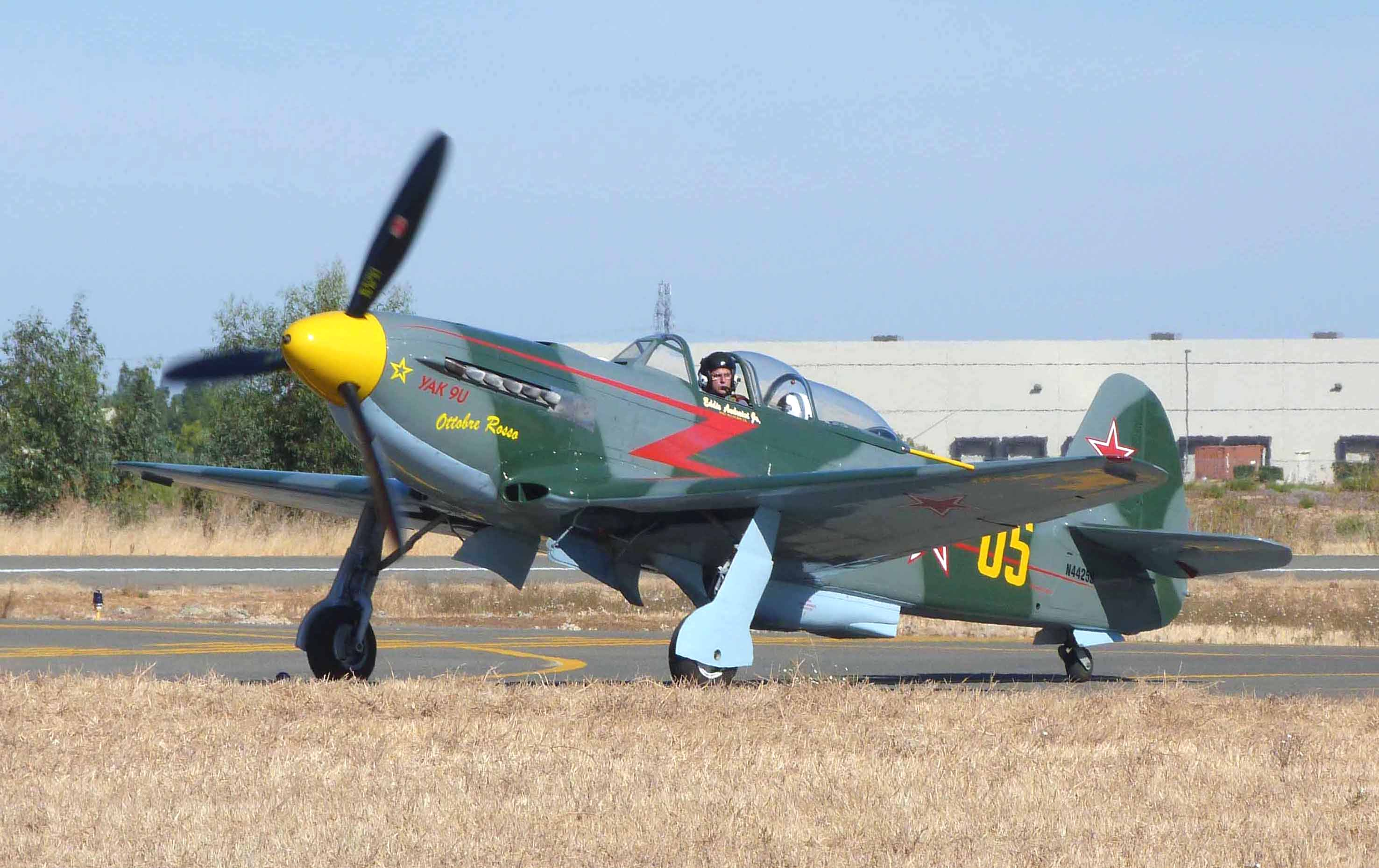
Як-9У

- Сталинградская оборонительная операция[4] — с 15 ноября 1942 года по 18 ноября 1942 года.
- Сталинградская наступательная операция[4] — с 19 ноября 1942 года по 1 января 1943 года.
- Среднедонская операция[4] — с 16 декабря 1942 года по 30 декабря 1942 года.
- Ворошиловградская операция[4] — с 29 января 1943 года по 18 февраля 1943 года.
- Воздушное сражение на Кубани[4] — с 17 апреля 1943 года по май 1943 года.
- Курская битва[4] — с 5 июля 1943 года по 12 июля 1943 года.
- Орловская стратегическая наступательная операция «Кутузов»[4] — с 12 июля 1943 года по 18 августа 1943 года.
- Черниговско-Припятская операция — с 26 августа 1943 года по 30 сентября 1943 года.
- Гомельско-Речицкая наступательная операция[4] — с 10 ноября 1943 года по 30 ноября 1943 года.
- Калинковичско-Мозырская операция — с 8 января 1944 года по 8 февраля 1944 года.
- Рогачёвско-Жлобинская операция — с 21 февраля 1944 года по 26 февраля 1944 года.
- Белорусская операция «Багратион» — с 23 июня 1944 года по 29 августа 1944 года.
- Бобруйская операция — с 24 июня 1944 года по 29 июня 1944 года.
- Минская операция — с 29 июня 1944 года по 4 июля 1944 года.
- Люблин-Брестская операция — с 18 июля 1944 года по 2 августа 1944 года.
- Висло-Одерская операция — с 12 января 1945 года по 3 февраля 1945 года.
- Варшавско-Познанская наступательная операция — с 14 января 1945 года по 3 февраля 1945 года.
- Восточно-Померанская операция — с 10 февраля 1945 года по 4 апреля 1945 года.
- Берлинская наступательная операция — с 16 апреля 1945 года по 8 мая 1945 года.

## Почётные наименования
- 282-й истребительной авиационной дивизии за отличие в боях с немецкими захватчиками за освобождение города Гомель присвоено почётное наименование «Гомельская»[7].
- 127-му истребительному авиационному Краснознамённому полку 19 февраля 1945 года за отличие в боях за овладение городом Варшава присвоено почётное наименование «Варшавский»[8].
- 517-му истребительному авиационному полку за отличие в боях с немецкими захватчиками за освобождение городов Мозырь и Калинковичи присвоено почётное наименование «Калинковичский»[9].
- 774-й истребительный авиационный орденов Суворова и Александра Невского полк 15 июня 1945 года за отличие в боях при разгроме берлинской группы немецких войск овладением столицы Германии городом Берлин — центром немецкого империализма и очагом немецкой агрессии на основании приказа Верховного Главнокомандующего № 359 от 02.05.1945 года приказом НКО СССР № 0111 от 15 июня 1945 года удостоен почётного наименования «Берлинский»[10][11].

## Награды
- 282-я Гомельская истребительная авиационная дивизия за образцовое выполнение заданий командования в боях с немецкими захватчиками, за овладение крепостью Прага и проявленные доблесть и мужество Указом Президиума Верховного Совета СССР от 9 августа 1944 года награждена орденом «Боевого Красного Знамени».
- 282-я Гомельская Краснознамённая истребительная авиационная дивизия за отличие в боях за овладение столицей Германии городом Берлин Указом Президиума Верховного Совета СССР от 28 мая 1945 года награждена орденом «Суворова II степени».
- 127-й истребительный авиационный полк за образцовое выполнение заданий командования в боях с немецкими захватчиками и проявленные доблесть и мужество Указом Президиума Верховного Совета СССР от 2 августа 1944 года награждён орденом «Боевого Красного Знамени».
- 517-й Калинковичский истребительный авиационный полк за образцовое выполнение боевых заданий командования в боях при прорыве обороны немцев и наступлении на Берлин и проявленные при этом доблесть и мужество Указом Президиума Верховного Совета СССР 28 мая 1945 года награждён орденом «Суворова III степени».
- 774-й истребительный авиационный полк за образцовое выполнение боевых заданий командования в боях с немецкими захватчиками за овладение городом Варшава и проявленные при этом доблесть и мужество Указом Президиума Верховного Совета СССР от 19 февраля 1945 года награждён орденом «Суворова III степени».
- 774-й ордена Суворова III степени истребительный авиационный полк за образцовое выполнение боевых заданий командования в боях при прорыве обороны немцев и наступлении на Берлин и проявленные при этом доблесть и мужество Указом Президиума Верховного Совета СССР от 28 мая 1945 года награждён орденом «Александра Невского».

## Благодарности Верховного Главнокомандования
За проявленные образцы мужества и героизма Верховным Главнокомандующим дивизии объявлены благодарности:
- За овладение городом Гомель[7]
- За овладение крепостью Прага[12].
- За овладение городом Варшава[13].
- За овладение городами Лодзь, Кутно, Томашув (Томашов), Гостынин и Ленчица[14].
- За овладение городом и крепостью Кистжинь (Кюстрин)[15]
- За овладение городами Франкфурт-на-Одере, Вандлитц, Ораниенбург, Биркенвердер, Геннигсдорф, Панков, Фридрихсфелъде, Карлсхорст, Кепеник и вступление в столицу Германии город Берлин[16].
- За ликвидацию группы немецких войск, окружённой юго-восточнее Берлина[17].

## Отличившиеся воины дивизии
| Як-7УТ | Як-9УМ | Як-7 |

- Манойлов Иван Антонович, старший лейтенант, заместитель командира эскадрильи 774-го истребительного авиационного полка 282-й истребительной авиационной дивизии 17-й воздушной армии Указом Президиума Верховного Совета СССР от 31 марта 1943 года удостоен звания Герой Советского Союза. Посмертно.
- Мирошниченко Дмитрий Григорьевич, старший лейтенант, командир эскадрильи 248-го истребительного авиационного полка 282-й истребительной авиационной дивизии Указом Президиума Верховного Совета СССР от 26 октября 1944 года удостоен звания Герой Советского Союза. Золотая Звезда № 4518.
- Михин Михаил Иванович, майор, заместитель командира эскадрильи 518-го истребительного авиационного полка 216-й истребительной авиационной дивизии Указом Президиума Верховного Совета СССР от 14 июля 1953 года удостоен звания Герой Советского Союза. Золотая Звезда № 10834.
- Романенко Иван Иванович, капитан, штурман 774-го истребительного авиационного полка 282-й истребительной авиационной дивизии 16-й воздушной армии Указом Президиума Верховного Совета СССР от 4 февраля 1944 года удостоен звания Герой Советского Союза. Золотая Звезда № 3332.
- Савченко Александр Петрович, капитан, командир эскадрильи 127-го истребительного авиационного полка 282-й истребительной авиационной дивизии 6-го смешанного авиационного корпуса 16-й воздушной армии Указом Президиума Верховного Совета СССР от 4 февраля 1944 года удостоен звания Герой Советского Союза. Золотая Звезда № 3333.
- Химич Фёдор Васильевич, майор, помощник по Воздушно-Стрелковой Службе командира 282-й истребительной авиационной дивизии 6-го смешанного авиационного корпуса 16-й воздушной армии Указом Президиума Верховного Совета СССР от 26 октября 1944 года удостоен звания Герой Советского Союза. Золотая Звезда № 4507.

## Статистика боевых действий
Всего за годы Великой Отечественной войны дивизией:
| Выполнено боевых вылетов | Сбито самолётов в воздухе |
| ------------------------ | ------------------------- |
| 13279                    | 333                       |

| МиГ-17 | МиГ-15 | МиГ-17 |

Всего за годы Войны в Корее дивизией:
| Сбито самолётов сил ООН | Подбито самолётов сил ООН | Свои потери: лётчиков | Свои потери: самолётов |
| ----------------------- | ------------------------- | --------------------- | ---------------------- |
| 120                     | 56                        | 20                    | 66                     |

## Базирование
| Период                  | Аэродромы                       |
| ----------------------- | ------------------------------- |
| 07.1945 — 12.1945       | Гроссенхайн, Германия           |
| 12.1945 — 07.1949       | Харьков-основа                  |
| 07.1949 — 12.1950       | Самарканд                       |
| 12.1950 — 07.1952       | Кала (Баку)                     |
| 05.07.1952 — 27.07.1953 | Аньшань, Ляонин Китай           |
| 01.08.1953 — 01.04.1960 | Васьково, Архангельская область |